# Тувим, Ирэна
Ирэна Тувим (пол. Irena Tuwim; 22 августа 1899, Лодзь, Царство Польское, Российская империя – 7 декабря 1987, Варшава, ПНР) — польская поэтесса, писательница, переводчица
 литературы для детей и юношества .

## Биография
Родилась в польской еврейской семье в городе Лодзь. Её отец работал бухгалтером в отделении Азово-Донского коммерческого банка. Старший брат Юлиан Тувим.
Дебютировала в качестве поэтессы в 1916 году на страницах ежедневного издания «Час Польши», где было опубликовано её стихотворение «Панночка».
Стала известна в межвоенные годы. В июне 1922 года вышла замуж за литературоведа Стефана Напирского. В том же году перешла в католицизм.
Затем вместе с мужем переехала в Варшаву и присоединилась к литературной группе «Скамандер», одним из главных участников которой, был её брат Юлиан Тувим.
В конце 1920-х годов познакомилась с юристом Юлианом Ставинским, ради которого оставила мужа С. Напирского. В начале 1930-х годов вместе с ним переехала в г. Острув-Мазовецка, где в июне 1935 года пара официально заключила брак. С 1937 года до начала Второй мировой войны супруги жили в Варшаве, где её супруг работал адвокатом.
После начала Второй Мировой войны они эмигрировали сначала во Францию, а затем в Великобританию. В феврале 1945 года вместе с мужем переехала в Канаду и поселилась в Торонто. После окончания мировой войны Тувим сначала переехала в США, где её муж работал атташе в польском посольстве. В феврале 1947 года вернулась с мужем в Польшу.

## Творчество
Издала три поэтических сборника: «24 стиха» (1921), «Письма» (1926) и «Счастливая любовь» (1930).
Во время Второй мировой войны и послевоенные годы Ирэна Тувим продолжала писать и переводить. В её литературном наследии начали появляться рассказы. В частности, в военные годы в альманахе «Страна детства» она опубликовала рассказы-воспоминания о своем детстве в Лодзи. В 1956 году она опубликовала сборник рассказов «Времена года в Лодзи», которые получили одобрительные отзывы критиков, а в 1958 году – сборник «Избранных стихов». Последние годы своей жизни Ирэна Тувим посвящала преимущественно переводу.
Переводила с русского стихотворения для детей (в том числе Самуила Маршака и Сергея Михалкова , русские народные сказки Алексея Толстого, сказки братьев Гримм, истории о Микки Маусе, Белоснежке и т.д. , а также современную прозу для взрослых («Хижина дяди Тома» Гарриет Бичер-Стоу).
В последующие годы она посвятила себя написанию произведений для детей и переводческой работе, в основном с английского , она перевела, среди прочего, Оскара Уайльда , Мэри Нортон, Эдит Несбит и других.
Наибольшую популярность получил её перевод детской книги «Винни-Пух» (по-польски 'Kubuś Puchatеk'), которую она фактически переписала, сумев не выйти за рамки перевода. Имя медвежонка Ирена также выбрала неслучайно, ведь именно так (то есть Kubuś – ласкающая форма от имени Якуб) звали её любимую собаку. А учитывая, что он (Kubuś) был пушистым и мягким – она называла его именем Puchatеk, что в переводе означает «пухленький». Сменила она и шутки, заменив типично англосакские на более понятные польскоязычному читателю.
Похоронена на кладбище Старые Повонзки в Варшаве.